# Tangata otago
Tangata otago là một loài nhện trong họ Orsolobidae.
Loài này thuộc chi Tangata. Tangata otago được Raymond Robert Forster & Norman I. Platnick miêu tả năm 1985.